# Jonathan Meijer
Jonathan Jacob Meijer (19 mei 1981) is een Nederlandse youtuber en massaspermadonor. Hij werd bekend door het grote aantal spermadonaties aan wensouders en de grote hoeveelheid nakomelingen die hij heeft verwekt. In Nederland alleen had hij in 2017 al 102 nakomelingen. Toen dit bekend werd stopten de Nederlandse spermabanken met het gebruik van zijn zaad. Toen de rechter hem in 2023 verbood om nog nakomelingen te verwekken door spermadonatie, werd geschat dat hij minimaal 550 kinderen had verwekt wereldwijd, hoewel sommige schattingen zelfs rond de 3000 kinderen uitkomen.

## Donaties
Meijer begon in 2007 met doneren. Dit deed hij in eerste instantie via spermabanken, maar ook door privédonaties waarbij hij via andere wegen in contact kwam met wensouders. In het Nederlandse donorsysteem leren kinderen hun donor pas kennen als ze 16 zijn en sommige ouders gaven aan om daarom de spermabank te omzeilen en direct contact met een potentiële donor te zoeken.
In Nederland verbindt een donor zich aan één spermabank en verwekt bij die specifieke spermabank een maximum van 25 nakomelingen. Meijer schreef zich echter in bij 11 spermabanken en doneerde zodanig veel dat er in 2017 in Nederland alleen al 102 nakomelingen verwekt waren. Toen dit bekend werd, is men direct gestopt met het gebruik van zijn zaad. Zijn donorschap was zodanig wijdverbreid dat in Almere drie kinderen in dezelfde buurt woonden en zelfs bij elkaar op hetzelfde kinderdagverblijf zaten. Meijers casus was reden voor stichting Donorkind en Freya, een vereniging voor mensen met fertiliteitsproblemen, om op te roepen tot een beter registratiesysteem voor donoren.
Ook in het buitenland was Meijer actief als donor. Zo doneerde hij tussen 2015 en 2018 – toen in Nederland zijn massale hoeveelheid nakomelingen al bekend was – bij een Deense spermabank, Cryos, die aangeeft dat met zijn zaad ook kinderen in andere landen verwekt zijn. Zo is er in Australië een stel dat via Cryos zwanger geraakt is. Cryos keurt de handelwijze van Meijer af en had hem geweigerd als donor als de genoemde aantallen bekend waren geweest. In Oekraïne heeft Meijer ook gedoneerd en gezien zijn vele reizen naar onder meer Mexico en andere landen is het niet onmogelijk dat ook hier donaties hebben plaatsgevonden. Ook in Spanje, Duitsland en Italië leven nazaten van Meijer.

## Rechtszaak
Zoals het voorbeeld uit Almere al aangeeft, is het niet ondenkbaar dat Meijers kinderen elkaar ontmoeten. Het westermarck-effect voorkomt normaal gesproken dat broers en zussen incestueuze relaties aangaan. Maar in deze situatie, waarin verwante kinderen niet samen opgroeien en niet altijd weten dat iemand een halfbroer of halfzus is, is de kans op dergelijke relaties in grotere mate aanwezig. Deze mogelijke schade was dan ook een reden voor stichting Donorkind en een van de betrokken ouders om een rechtszaak tegen Meijer aan te spannen.
Op 28 april besloot de rechter dat Meijer niet meer mocht doneren noch contact zoeken met wensouders buiten klinieken om. Op beide handelingen werd een boete gesteld van respectievelijk 100.000 en 10.000 euro. Ook zouden al zijn donaties die nog opgeslagen waren in klinieken vernietigd worden, behalve de donaties die al aan ouders waren beloofd.

## Reflectie op eigen gedrag
Tijdens de rechtszaak gaf Meijer aan dat het hier "een nieuw concept" betrof, verwijzend naar een familie met meer dan 500 kinderen en merkte daarbij op: "Het is aan ons om daar vorm aan te geven. De vraag is ook: is het noodzakelijk om een relatie aan te gaan met alle andere kinderen?" Deze opmerking viel slecht bij donorouders, die aangaven het gevoel te hebben in een sociaal experiment beland te zijn.
Meijer omschreef zichzelf als een "bekende donor plus" en was van mening, sterk betrokken te zijn bij de kinderen die hij verwekt heeft. Zijn advocaat zei hierover: "Op Vaderdag krijgt hij tientallen pakketjes opgestuurd met leuke knutselwerkjes. Hij is elke dag wel bezig met kinderen en hun ouders."
Met betrekking tot het risico op incest en inteelt opperde Meijer de suggestie dat er een speciaal symbool op sociale media gebruikt zou kunnen worden om aan te geven dat iemand een afstammeling van hem is. Verder meende hij dat de "donorkinderen [...] allemaal worden neergezet als slachtoffertjes van inteelt. Daar is geen sprake van." Door meerdere personen en medici wordt echter gewezen op het grotere risico een halfbroer of -zus te ontmoeten zonder het te weten. Dit risico blijft een aantal generaties doorwerken en geldt dus niet alleen voor de nu bestaande kinderen, ook de nog niet geboren kinderen en kleinkinderen van Meijer zullen met deze feiten moeten leren leven. Een van de pubers die naar voren kwam, blijkt tot nu de positieve kanten te zien.

## Media
Meijer is actief als youtuber en maakt meerdere vlogs over landen waar hij (soms als donor) is geweest. Ook plaatste hij eigen muziek en filmpjes over zijn donorschap. Hij had begin 2025 ruim 24.000 volgers.
Sommigen van de ouders aan wie Meijer zaad doneerde, menen dat Meijer probeert zijn nakomelingen te bereiken via het YouTube-kanaal op een bijna cult-achtige wijze.
In 2024 verscheen de documentaire The Man with 1000 Kids. Een van de beschuldigingen in de serie luidt dat Meijer zijn sperma bij gelegenheid mengde met het zaad van een andere massazaaddonor, alvorens het te doneren. Meijer zelf ontkende dit pertinent en reageerde negatief op de documentaire. Die zou hem belasteren, onwaarheden claimen, en op sensatie zijn berust. Hij gaf wel aan: "Ik herken wel mezelf in het feit dat ik op een gegeven moment wel érg enthousiast werd in het doneren. Daar ben ik het mee eens en daarom ben ik er dus ook mee gestopt. Maar dat wordt niet meegenomen in de documentaire. De gelukkige families worden ook niet meegenomen. Als je uit een hele grote groep maar vijf boze mensen pakt, dan is dat geen journalistiek."
Meijer wilde een rechtszaak aanspannen naar aanleiding van de documentaire en meende beter op zijn YouTube-kanaal terecht te kunnen om weerwoord te geven. Hij plaatste daar al snel een filmpje met de titel Why I am a VERY GOOD Donor :) #themanwith1000kids #jonathanjacobmeijer. Over Netflix, de producent van de documentaire, zei hij: "Daarbij vind ik Netflix een hele foute organisatie. Ik wil zuiver zijn dus ik zet mijn handtekening niet onder een contract met de duivel. Ik zie heel veel kwaad in Netflix."